# Raskovec
Raskovec is een plaats in Slovenië en maakt deel uit van de gemeente Oplotnica in de NUTS-3-regio Podravska. De plaats telde 69 inwoners op 1 januari 2020.